# Conflict (Band)
Conflict ist eine 1981 im Londoner Bezirk Greenwich gegründete Anarcho-Punkband, die durch ihre pazifistische Einstellung und ihren Kampf für Anarchie und Tierrechte bekannt wurde.

## Geschichte
Die Band wurde 1981 gegründet. Die Originalbesetzung bestand aus Colin Jerwood (Gesang), Graham Ball (Gitarre), John Clifford (Bass) und Kenny Barnes (Schlagzeug). Paul Friday kümmerte sich zu dieser Zeit um die Gestaltung der Kassettenhüllen.
Da sich die Band in der anarchistischen Antikriegs- und Tierrechtsbewegung bewegte und eine antikapitalistische Gesinnung hatte, veröffentlichte sie 1982 ihre erste EP The House That Man Built auf Crass Records, dem Label der Anarcho-Punkband Crass. Conflict zollten Crass unter anderem mit dem Song C.R.A.S.S. Respekt. 1983 veröffentlichten sie ihr Debütalbum It’s Time to See Who’s Who auf Corpus Christi Records. Bei der im selben Jahr erschienenen EP To a Nation of Animal Lovers wirkte Steve Ignorant von Crass mit, der nach deren Auflösung zeitweise als zusätzlicher Sänger bei Conflict mitmachte.
Um ihre Alben zu veröffentlichen und andere Künstler zu unterstützen, gründeten Conflict ihr eigenes Label Mortarhate Records, auf dem Bands wie Hagar the Womb, Icons of Filth, Lost Cherrees, The Apostles und Stalag 17 ihre Alben veröffentlichten.
1984 machte die Band eine Europatour und 1985 tourte sie zum ersten Mal durch die USA. Nach 1994 wurde es dann ruhiger um die Band. 2001 veröffentlichte die Band wieder eine EP mit dem Titel Now You’ve Put Your Foot in It und 2003 folgte ein Album. Seitdem ist die Band wieder intensiver unterwegs.
Am 2. Juni 2025 gab die Familie von Colin Jerwood bekannt, dass er „nach kurzer Krankheit“ im Alter von 63 Jahren gestorben sei.

## Diskografie

### Alben
- It’s Time to See Who’s Who (März 1983, Corpus Christi Records)
- Increase the Pressure (Juni 1984, Mortarhate Records)
- The Ungovernable Force LP (August 1986, Mortarhate Records)
- From Protest to Resistance (1986)
- Turning Rebellion Into Money Live - DLP (1987, Mortarhate Records)
- The Final Conflict (Dezember 1988, Mortarhate Records)
- Against All Odds (1989, Mortarhate Records)
- Conclusion CD (Dezember 1993, Cleopatra Records)
- It’s Time to See Who’s Who Now (Mai 1994)
- There’s No Power Without Control (Juli 2003)